# Ashleigh Court Private Hotel

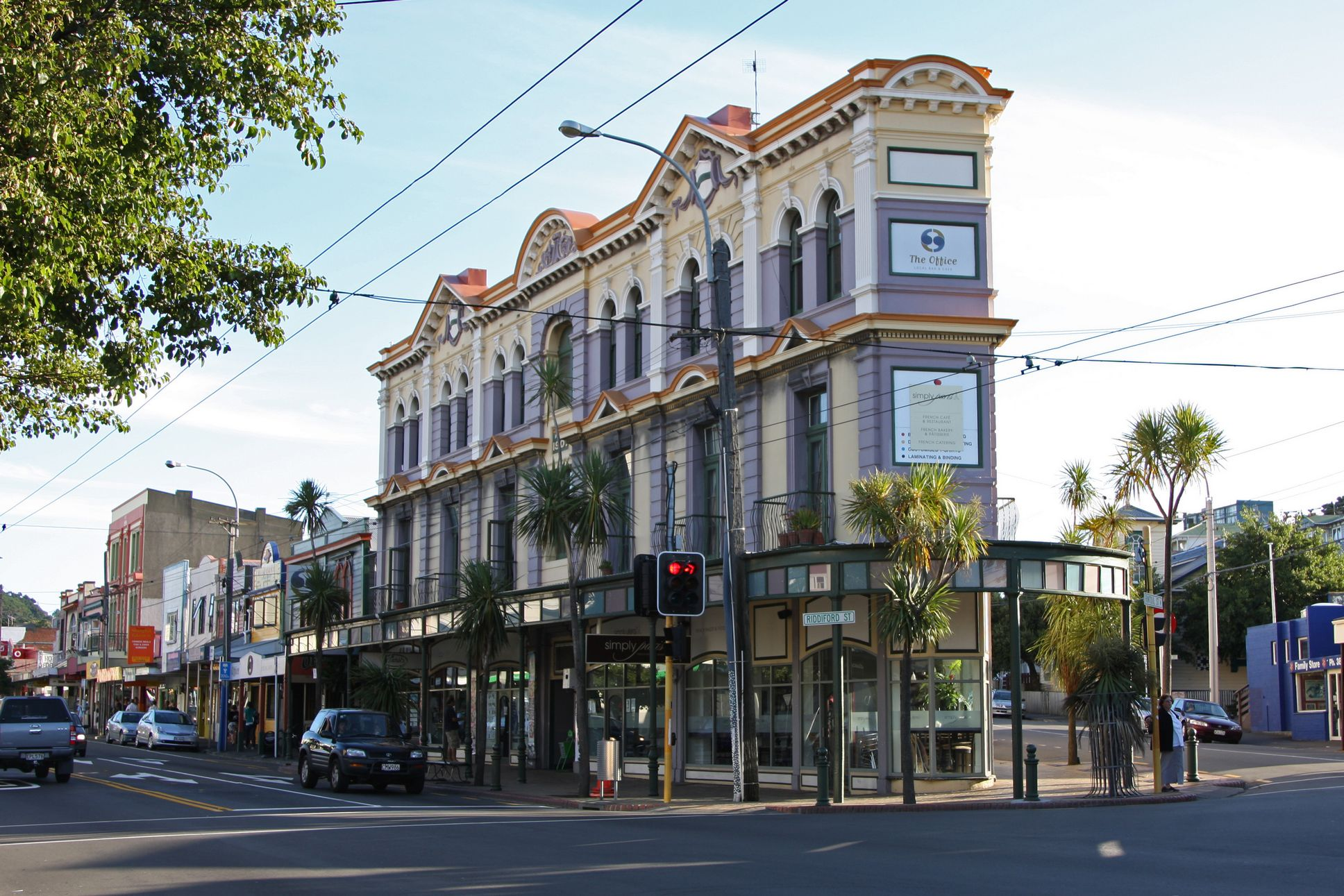
Ashleigh Court Private Hotel

Das Ashleigh Court Private Hotel  ist ein historisches Bauwerk in der neuseeländischen Hauptstadt Wellington, das im Stadtteil Newton in der Riddiford Street 112–126 an der Ecke zur Rintoul Street liegt. Das Gebäude wurde um 1906 als Hotel errichtet.
Die Denkmalschutzorganisation New Zealand Historic Places Trust stufte das Hotel am 18. März 1982 unter der Nummer 1335 als Denkmal der Kategorie 2 (Historic Place Category II) ein.